# Keewaywin Airport
Keewaywin Airport är en flygplats i Kanada.   Den ligger i provinsen Ontario, i den sydöstra delen av landet, 1 500 km nordväst om huvudstaden Ottawa. Keewaywin Airport ligger 301 meter över havet.
Terrängen runt Keewaywin Airport är huvudsakligen mycket platt. Keewaywin Airport ligger uppe på en höjd. Trakten runt Keewaywin Airport är nära nog obefolkad, med mindre än två invånare per kvadratkilometer.. Det finns inga samhällen i närheten.